# Francisco I. Madero, Minatitlán
Francisco I. Madero är en ort i Mexiko.   Den ligger i kommunen Minatitlán och delstaten Veracruz, i den sydöstra delen av landet, 500 km öster om huvudstaden Mexico City. Francisco I. Madero ligger 16 meter över havet och antalet invånare är 404.
Terrängen runt Francisco I. Madero är mycket platt. Runt Francisco I. Madero är det ganska glesbefolkat, med 29 invånare per kvadratkilometer. Närmaste större samhälle är Minatitlán, 15,9 km nordväst om Francisco I. Madero. Omgivningarna runt Francisco I. Madero är en mosaik av jordbruksmark och naturlig växtlighet.